# Infinite synthesis 5
infinite synthesis 5 – album studyjny japońskiego zespołu fripSide wydany 30 października 2019 nakładem wytwórni NBCUniversal Entertainment Japan.
Jest to szósty album wydany w drugiej fazie zapoczątkowanej w 2009 i jedenasty w całej aktywności zespołu, a także piąty z serii infinite synthesis.

## Lista utworów
| Nr | Tytuł                  | Długość | Uwagi                                                                    |
| -- | ---------------------- | ------- | ------------------------------------------------------------------------ |
| 1  | when chance strikes    | 4:23    |                                                                          |
| 2  | Love with You          | 5:03    | Utwór z openingu anime Kishuku gakkō no Juliet i ze singla Love with You |
| 3  | perpetual wishes       | 5:20    | Muzyka z odcinka 3.5 gry Ragnarok Online                                 |
| 4  | rain of blossoms       | 5:59    |                                                                          |
| 5  | lighting of my heart   | 5:27    | Muzyka przewodnia gry Fēngyìn zhě M                                      |
| 6  | as before              | 5:18    |                                                                          |
| 7  | light at the end       | 4:29    |                                                                          |
| 8  | frosty breeze          | 5:28    |                                                                          |
| 9  | change your core self  | 5:30    |                                                                          |
| 10 | brand new world        | 5:07    |                                                                          |
| 11 | endless entropy        | 4:58    |                                                                          |
| 12 | glorious wind          | 5:45    |                                                                          |
| 13 | believe in your future | 4:32    |                                                                          |